# Honda MTX
Honda MTX - seria japońskich motocykli typu enduro. MTX były produkowane z dwusuwowymi silnikami o pojemności 50cm³ (Motorower), 80cm³, 125cm³ lub 200cm³.

## Honda MTX 50
Produkowane były w wersji chłodzonej powietrzem oraz cieczą. Mały silnik 50cm³ nie dysponuje ogromną mocą lecz dzięki swej pojemności, najmniejszego MTXa można w Polsce zarejestrować na motorower. 
Honda MTX 50 S to stosunkowo małe enduro z jednocylindrowym, dwusuwowym silnikiem o mocy 2,8 KM (2,1 kW). MTX posiada tylne zawieszenie typu Pro-Link. 

### Dane techniczne
- Pojemność skokowa: 49 cm³
- Liczba cylindrów: 1
- Moc KM/kW: 2,8/2,1
- Obroty biegu jałowego: 1400 obr./min.
- Typ świecy: NGK BR6ES, NGK BP6ES, BR7HS, BR7HIX
- Odstęp między elektrodami: 0,6-0,7 mm

### Płyny eksploatacyjne
- Olej silnikowy: 1 litr SAE 10W/40

## Honda MTX 80
Mocniejsza wersja MTX 50cm³. Posiadała silnik o pojemności 78cm³,rozwijający moc 10KM.Honda MTX jest największym konkurentem Yamahy DT 80.
Wersje MTX 80:
C - Najstarsza wersja MTX 80. Posiadała chłodzony powietrzem silnik o pojemności 78cm³, hamulce bębnowe, zawieszenie bez możliwości regulacji.
R - Wersja R posiadała już chłodzony cieczą silnik o pojemności 78cm³, lecz nadal stosowano w niej hamulce bębnowe oraz zawieszenie bez regulacji.
RII - Najnowsza wersja MTX 80. Posiadała chłodzony cieczą silnik o pojemności 78cm³, przedni hamulec tarczowy, oraz przednie zawieszenie z możliwością regulacji (Pompowane).

## Honda MTX 125
Posiadała chłodzony cieczą silnik o pojemności 125cm³ z zaworem wydechowym, przedni hamulec tarczowy, oraz regulowane zawieszenie tak jak w MTX 80 RII.

## Honda MTX 200
Najmocniejszy z serii MTX. Posiada silnik o pojemności ~200cm³.